# Jean Morette
Jean Morette, né le 17 août 1911 à Valleroy (Meurthe-et-Moselle) et mort le 27 octobre 2002 à Jœuf (Meurthe-et-Moselle), est un illustrateur et écrivain français.

## Biographie
Dans sa jeunesse, il suit les cours de Victor Prouvé à Nancy.
Instituteur à Pierrevillers (où il deviendra par la suite le directeur de l'école) et à Carling de 1938 à 1968, ce passionné de la Lorraine est l'auteur et l'illustrateur d'ouvrages au sujet de l'histoire générale de la Lorraine, des villes de Nancy et de Metz.
Jean Morette meurt le 27 octobre 2002 à Jœuf et il est inhumé à Batilly.

## Œuvre
Son œuvre est presque entièrement consacrée à l'histoire de cette province et aux traditions populaires. Nombre de ses dessins ont été publiés dans le journal Le Républicain lorrain. Il illustre entre autres Le Pain au lièvre de Joseph Cressot et le Cœur des hommes de Jean Robinet. En 1996, il reçoit la Feuille d'or de la ville de Nancy pour l'ensemble de son œuvre. L'un des créateurs du musée Lorrain, l'abbé Jacques Choux cite à son propos : « La plume de M. Morette n'écrit pas seulement ; elle dessine aussi et avec quel plaisir, quelle verve, quel talent ! ».
Il est l'auteur de 40 ouvrages et illustrateur de 31 ouvrages, parmi lesquels : 
- Nancy (102 pages) publié en 1985 aux éditions Serpenoise, illustré de nombreux dessins et préfacé par l'Abbé Jacques Choux.
- Jeux de mains, jeux de malins qui font tout de rien, Ed. Serpenoise, Metz,1993 (50 fiches de travaux manuels)  (ISBN 9782876921443)

## Distinctions
- Chevalier de la Légion d'honneur[5].
- Chevalier de l'ordre des Arts et des Lettres[5].
- Officier de l'ordre des Palmes académiques[5].

## Expositions monographiques
- 1er février-14 avril 2023 : Le monde enchanté de Jean Morette, Archives Municipales de Metz[6]

## Hommages
- Le lycée professionnel de Landres ainsi que l'école élémentaire de Labry et de Valleroy portent le nom de Jean Morette[7],[8].
- Depuis 2020, une rue de Metz porte son nom[5].

## Sources
- Notice nécrologique in : Pays Lorrain, 2003, p. 73
- Michel Caffier, Dictionnaire des littératures de Lorraine, vol. 2, Metz, Éditions serpenoises, 2003, 1042 p. (ISBN 2-87692-612-1, BNF 39113842)